# شمس‌الدین لاهیجی
شمس الدین محمد لاهیجی قاضی از علمای لاهیجان در قرن دهم هجری و متکفل تعالیم مذهبی اسماعیل به هنگام اقامت وی در لاهیجان، هنگام فرار از دست سپاهیان رستم آق قویونلو، بود. از او با عنوان قاضی، معلم و صدر شاه اسماعیل یاد شده و در انتساب به زادگاه اش به وی لاهیجی و گیلانی نیز گفته شده‌است.

## اقامت اسماعیل در لاهیجان
شاه اسماعیل از سال ۸۹۹ هجری به بعد به مدت پنج سال تحت سرپرستی کارکیا میرزا علی، فرمانروای کیایی بیه پیش که شیعه بود، به سر برد. او شمس الدین لاهیجی که یکی از علمای دینی سرزمین خود بود را به تربیت اسماعیل برگماشت.
دربارهٔ شمس الدین محمد گیلانی در منابع اطلاعات کمی یافت می‌شود.

## در کتب تاریخی
درکتب تاریخی در چند مقطع اشارهی گذرایی به وی شده‌است. این موارد به شرح زیر است:

### تعلیم شاه اسماعیل در گیلان
اسماعیل وقتی که در گیلان بود، از محضر مولانا شمس الدین لاهیجی خواندن قرآن و آثار عربی و فارسی را فرا گرفت. لاهیجی مسلماً در روح شاگرد اش تأثیری فراوان داشت، زیرا او بود که کمی پس از جلوس اسماعیل به تخت شاهی، صاحب عالیترین مقام مذهبی در قلمرو امپراطوری شد، بعدها هم بنا بر گزارش تحفه سامی حضانت شاهزادگان بدو سپرده شد. بدین دلیل اطلاع از عقاید شمس الدین گیلانی از آن رو حائز اهمیت است که در تکوین عقاید شاه اسماعیل سهیم بوده و گفته شده اسماعیل در اثر آموزش‌های شمس الدین و اطرافیان به شیعه گرایش پیدا کرده‌است.

### برگزیده شدن وی به صدارت پس از پیروزی شاه اسماعیل
شاه اسماعیل پس از جلوس به قدرت در سال ۹۰۶ هجری به پاس خدمات شمس الدین لاهیجی، منصب صدارت را به او تفویض کرد. منابع به دنبال ذکر این مطلب عهده‌دار شدن امور شرعیه و مهام فقهیه و نظارت بر اوقاف، قضای معسکر را از جمله وظایف وی دانسته‌اند.

### شریک شدن قاضی محمد کاشی با شمس الدین محمد گیلانی در صدارت
سه سال پس از عهده‌داری منصب صدارت، منابع از شریک شدن قاضی محمد کاشی با شمس الدین محمد گیلانی در سال ۹۰۹ هجری خبر داده‌اند. این حادثه می‌تواند نشان از ضعف موقعیت وی در دربار باشد.

### حضور در مراسم استقبال از ایلچی عثمانی
شمس الدین محمد به همراه قاضی محمد کاشانی در مراسم تشریفات استقبال از سفیر عثمانی در سال ۹۱۰ هجری حضور داشته‌است.

### همراهی شاه اسماعیل در سفر
آخرین خبری که از وی در کتب تاریخ می‌توان سراغ گرفت مربوط به همراهی و ملازمت او با شاه اسماعیل به سال ۹۱۶ هجری در یکی از سفرها است که تاریخ خانی به آن اشاره کرده‌است:
دو روزی را که نواب عالی را بنا بر رعایت ساعت و صلاح دولت قاهره بدان حدود دمرلقیا توقف فرمود، عالی جناب ملک محمود جان قزوینی وزیر و قاضی شمس الدین، صدر پادشاه گردون سریر به همین وظایف ملازمت به جای آورد و پیش کشی گذرانیدند و از رهگذر خدمت و فیض ملازمت حظی کامل یافتند.
او تا سال‌ها بعد زندگی کرده اما از امور اداری به دور بوده‌است

### کتب شرح حال
در کتب تذکره نیز مختصر اشاراتی به وی شده‌است، مهم‌ترین و مفصل‌ترین شرح حال وی را تحفه سامی در حدود نیم صفحه گزارش کرده‌است. تذکره‌های بعدی تماماً پاره‌هایی از همان را گرفته و تکرار کرده‌اند (منشأ اطلاعات در کتب تاریخی هم همین‌طور است).
بنا بر آنچه تحفه سامی آورده، قاضی شمس الدین معلم پس از مدتی کوتاه که منصب صدارت را عهده‌دار بود از صدارت کناره گرفت:
 مولدش در لاهیجان گیلان است در محلی که صاحب قران مغفور در آنجا تشریف داشته‌اند، از آنجا به ملازمت ایشان به عزم جهانگیری علم افراشته، در ابتدای ظهور دولت این دودمان عظیم الشأن منصب صدارت ممالک محروسه تعلق به ایشان داشته، بعد از آن اندک مدتی ترک آن کرده به حال خود می‌بودند و بعضی اوقات به تعلیم اکثر شاهزادگان سوایِ من اشتغال می‌نمود و در این ولا که سن شریفش از نود متجاوز است، ترک علایق و عواید کرده، اوقات در طاعات و عبادات صرف می‌کند. این مطلع را حسب حال خود می‌گفت:
| جوانی رفت در راه تو، پیر روزگارم من |  | گرفتار بلا و درد و آه بی‌شمارم من |

شمس الدین محمد معلم متجاوز از ۹۰ سال عمر کرد، ذوق شعری داشت و دیوان شعری نیز از خود به یادگار گذاشته‌است. چنان‌که در منتخب الاشعار – که مؤلفش ناشناخته‌است و در در آن سرگذشت سرایندگان با قطعاتی از شعرهای فارسی آنان آمده‌است - در شمار قاضیانی که شعر می‌سروده‌اند از «قاضی شمس الدین معلم لاهیجانی صدر شاه اسماعیل» نیز نام به میان آمده‌است.

## کتب فهرست
الذریعه در دو جا به معرفی دیوان شعر قاضی شمس الدین محمد گیلانی پرداخته‌است. در نسخه خطی دیگری به نام منتخب الاشعار که مختص ذکر شاعران و قطعاتی از اشعار ایشان است، نامی از قاضی شمس الدین گیلانی صدر شاهر اسماعیل برده شده‌است.

## کتب تواریخ محلی
در کتب مربوط به تواریخ محلی، جز تاریخ خانی (که اشاره‌ای به شمس الدین محمد گیلانی دارد و از آن در بالا یاد شد) در این باره مطلب دیگری یافت نشده‌است.

## بررسی یک اشتباه
هم‌زمانی و هم نامی قاضی شمس الدین لاهیجی معلم با شمس الدین محمد لاهیجی نوربخشی که از بزرگان صوفیه نوربخشیه بوده‌است، موجب خلط بین این دو نام و پدید آمدن اشتباهاتی شده‌است. چنان‌که رویمر نویسنده بخش اول کتاب تاریخ ایران در دوره صفویان کمبریج این دو شخص را یک نفر پنداشته و به همین منوال این اشتباه در دائرةالمعارف بزرگ اسلامی نیز راه یافته‌است.
شیخ محمد بن یحیی بن علی گیلانی لاهیجی نور بخشی ملقب به شمس الدین و متخلص به اسیری از مردم لاهیجان گیلان در نیمه اول قرن نهم هجری تولد یافت. او نویسنده شرح معرف گلشن راز (اثری که انجیل تصوف ایران شمرده می‌شود) است و در عین حال که صوفی نام‌آوری بود، به مذهب شیعه هم تعلق داشت.
شاه اسماعیل صفوی وقتی که ولایت فارس و شیراز را گرفت به زیارت شیخ لاهیجی رفت و از او سئوال نمود که چرا لباس سیاه اختیار نمودی؟ شیخ فرمود: به جهت تعزیه امام حسین (ع)، شاه گفت: تعزیت ایشان قرار یافته که در سال ده روز باشد، شیخ گفت: مردم به خطا رفته‌اند، تعزیه آن حضرت تا دامن قیامت باقی است.
از جمله تألیفات وی مثنوی اسرار الشهود و مفاتیح الاعجاز فی شرح گلشن راز است.
با این توضیحات شمس الدین محمد لاهیجی متخلص به اسیری که صاحب خانقاه بوده غیر از شمس الدین محمد لاهیجی قاضی است که در پرورش شاه اسماعیل سهیم بوده و در دربار او حضور داشته‌است، ضمن آن که سال درگذشت اسیری لاهیجی ۹۱۲ هجری ذکر شده‌است اما زمان وفات لاهیجی قاضی و معلم همچنان که ذکر شده پس از ۹۵۷ هجری است. مزاوی نیز متذکر شده‌است که: نمی‌توان اثبات کرد که مولانا شمس الدین لاهیجی که للِه اسماعیل در گیلان بوده همان شمس الدین محمد بن علی گیلانی لاهیجی نوربخشی، مفسر گلشن راز شبستری است.
مسئله‌ای که ممکن است موجب التباس و اشتباه بین این دو نفر شده باشد، حضور فرزند لاهیجی شارح گلشن راز در در بار شاه اسماعیل است، او از مقربان در بار شاه اسماعیل صفوی بود که به عنوان سفیر از سوی شاه اسماعیل به سوی سلطان محمد شیبانی رفت و مباحثات و مناظراتی با بزرگان دربار او انجام داد و بعد از مراجعت مورد عنایت و اکرام شاه اسماعیل قرار گرفت.